# Sabri Louatah
Sabri Louatah (1983) és un escriptor francès nascut a Saint-Étienne. Influenciat per la cultura anglosaxona, és conegut per la publicació d'una novel·la de política. Les Sauvages, que està formada per quatre volums i protagonitzada per una família cabillenca, la Nerrouche, durant les eleccions presidencials entre Nicolas Sarkozy i Idder Chaouch, candidat socialista d'origen Cabill.

## Publicacions
- Les Sauvages, tome 1, Paris, Éditions Flammarion-Versilio, 2012, 307 p. ISBN 978-2-08-127448-8[2] · [3]

- Les Sauvages, tome 2, Paris, Éditions Flammarion-Versilio, 2012, 477 p. ISBN 978-2-08-128295-7[4] · [5] · [6]
- (alemany) Die Wilden: Eine französische Hochzeit. (= vol. 1+2) Trad. Bernd Stratthaus. Heyne, Múnic 2017
- Les Sauvages, tome 3, Paris, Éditions Flammarion-Versilio, 2013, 592 p. ISBN 978-2-08-129248-2[7]
- Les Sauvages, tome 4, Paris, Éditions Flammarion-Versilio, 2014, 300 p. ISBN 978-2-08-129249-9